# Compsophorus striatifrons
Compsophorus striatifrons är en stekelart som först beskrevs av Morley 1919.  Compsophorus striatifrons ingår i släktet Compsophorus och familjen brokparasitsteklar. Inga underarter finns listade i Catalogue of Life.